# Pjotr Kirejevskij

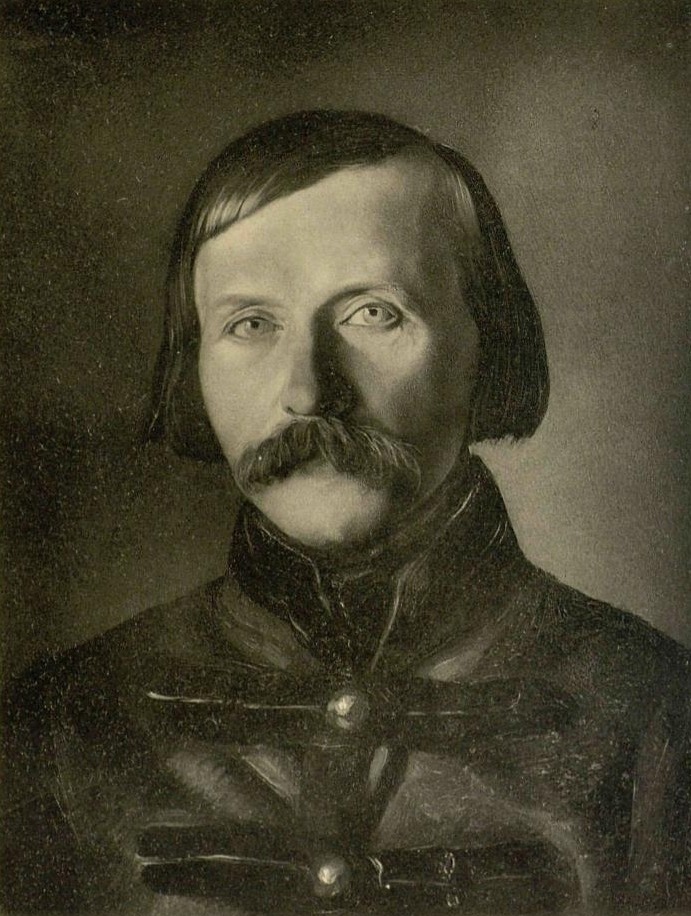
Pjotr Kirejevskij.

Pjotr Vasiljevitj Kirejevskij (ryska: Пётр Васильевич Киреевский), född 23 februari (gamla stilen: 11 februari) 1808 i Dolbino, guvernementet Kaluga, död 6 november (gamla stilen: 25 oktober) 1856 i Orjol, var en rysk etnograf. Han var bror till Ivan Kirejevskij. 
Kirejevskij utförde, med kritisk urskillning, en omfattande insamling av ryska folkvisor, som 1860–74 utgavs av Pjotr Bessonov i tio band, innehållande episk-mytiska, heroiska och rent historiska folkvisor från Vladimir I:s tid fram till 1800-talet.